# 双安乡
双安乡是中国陕西省安康市紫阳县下辖的一个乡。

## 行政区划
双安乡下辖以下行政区：
双安居委会、双河口村、廖家河村、闹河村、林本河村、大湾村、沔峪河村、四合村、真武村、闹热村